# Alexij (Stěpanovič Orlov)
Svatý Alexij (světským jménem: Alexej Stěpanovič Orlov; 20. února 1862, Samara – 4. září 1937, Lisja balka) byl ruský duchovní Ruské pravoslavné církve, arcibiskup omský a mučedník.

## Život
Narodil se 20. února 1862 v Samaře v rodině psalomščika.
Roku 1876 dokončil Samarské duchovní učiliště a pokračoval ve studiu na Samarském duchovním semináři. Po dokončení semináře studoval na Petrohradské duchovní akademii.
Dne 13. srpna 1886 se stal učitelem Samarského eparchiálního ženského učiliště.
Oženil se a měl pět dětí; dcery Jevgenii, Lidii, Ljudmilu, Taťjanu a syna Grigorije.
Dne 5. května 1893 byl rukopoložen na jereje s právem nosit nabedrennik. Začal sloužit v chrámu Zesnutí přesvaté Bohorodice v Samaře. Dne 9. září mu bylo uděleno právo nosit fialovou skufii.
Od 31. srpna 1895 byl učitelem Zákona Božího 1. Samarského ženského gymnázia a 14. července 1896 byl jmenován představeným chrámu Zesnutí přesvaté Bohorodice.
Dne 21. dubna 1898 mu byl udělen kamilaukion a 7. května 1902 náprsní kříž. Dne 20. dubna 1905 byl povýšen na protojereje.
Dne 6. srpna 1911 byl jmenován představeným katedrálního chrámu Kazaňské ikony Matky Boží.
Roku 1919 ovdověl.
Dne 3. června 1923 proběhla v chrámu Krista Spasitele v Moskvě jeho biskupská chirotonie na biskupa buguruslanského a vikářem samarské eparchie. Světiteli byli metropolita běloruský Melchisedek (Pajevskij), arcibiskup turkestánský Innokentij (Pustynskij) a biskup Modest (Nikitin). Na konci roku přešel k renovacionismu.
Roku 1924 činil pokání a byl přijat zpět do jurisdikce Moskevského patriarchátu. Stejného roku se stal biskupem kurganským a vikářem tobolské eparchie.
Dne 16. září 1927 byl ustanoven biskupem malmyžským a vikářem sarapulské eparchie.
Podle svědectví byl velmi skromným člověkem a vedl asketický způsob života.
Dne 11. února 1931 se stal biskupem jenotajevským a vikářem astrachaňské eparchie. V dubnu byl vyhoštěn z města.
Od 5. června 1931 byl biskupem syzraňským a vikářem samarské eparchie. Téměř okamžitě byl vyhoštěn na Sibiř. Dne 24. srpna se stal biskupem omským.
Dne 4. dubna 1933 byl povýšen na arcibiskupa.
Dne 24. dubna 1935 byl zatčen a obviněn z vedení kontrarevoluční skupiny a z šíření provokativních fám o blížící se válce mezi Japonskem a Sovětským svazem. Dne 25. října 1935 byl odsouzen k pěti letům exilu v Kazachstánu. Dne 23. prosince 1936 dorazil do Mirzojanu (dnes Taraz), kde tajně přes zákaz sloužil bohoslužby a vedl pravoslavné komunity.
Dne 15. května 1937 byl znovu zatčen a za protisovětskou činnost Trojkou NKVD odsouzen k trestu smrti. Rozsudek byl vykonán 4. září na místě zvaném Lisja balka poblíž Šymkentu.
Dne 5. července 1958 byl Prezídiem Jihokazašského oblastního soudu rehabilitován za rok 1937. Dne 22. června 1989 byl Prokuraturou Omské oblasti rehabilitován za rok 1935.

## Svatořečení
Dne 20. srpna 2000 jej Ruská pravoslavná církev svatořečila jako mučedníka a byl zařazen mezi Sbor všech novomučedníků a vyznavačů ruských.